# سیارک ۱۲۳۶۸
سیارک ۱۲۳۶۸ (به انگلیسی: 12368 Mutsaers، نامگذاری:1994CM11) دوازده هزار و سیصد و شصت و هشتمین سیارک کشف شده‌است که در ۷ فوریه ۱۹۹۴ کشف شد.
قدر مطلق سیارک برابر ۱۴٫۲۰ است.